# National Rail
National Rail é o termo genérico para os serviços de transporte de passageiros da Rail Delivery Group. Rail Delivery Group provê os serviços anteriormente prestados pelo Conselho Britânico de Ferrovias ("British Railway Board)", que durante algum tempo operou sob o nome British Rail.

## Sociedades operadoras
Os trens de passageiros da rede National Rail são operados por uma das 23 concessões seguintes concedidas a várias empresas privadas (dependendo de alguns grandes grupos, incluindo Arriva, First Group, Go-Ahead, National Express Group, Stagecoach e Virgin Trains):
- Arriva Trains Wales
- c2c
- Chiltern Railways
- CrossCountry
- East Midlands Trains
- Eurostar
- First Hull Trains
- First TransPennine Express
- Grand Central Railway
- Greater Anglia
- Heathrow Express
- London Midland
- London Overground
- Merseyrail
- Northern Railway
- ScotRail
- Southeastern
- Southern
- South West Trains
- Virgin Trains
- Virgin Trains East Coast

Essas empresas (em inglês TOC - Train operating companies) estão agrupadas em uma associação, a Rail Delivery Group, que continua a fornecer alguma coordenação centralizada, como um horário nacional e planejamento de itinerários. A National Rail manteve o logotipo da flecha dupla da British Rail.